# Limenitis syma
Limenitis syma är en fjärilsart som beskrevs av Jean Baptiste Godart 1823. Limenitis syma ingår i släktet Limenitis och familjen praktfjärilar. Inga underarter finns listade i Catalogue of Life.